# Estrée-Wamin
Estrée-Wamin ist eine französische Gemeinde mit 218 Einwohnern (Stand 1. Januar 2022) im Département Pas-de-Calais in der Region Hauts-de-France. Sie gehört zum Arrondissement Arras, zum Kanton Avesnes-le-Comte und zum Gemeindeverband Campagnes de l’Artois.

## Lage
Die Gemeinde Estrée-Wamin liegt an der oberen Canche am Südrand des Artois, 27 Kilometer westlich von Arras. Nachbargemeinden von Estrée-Wamin sind Magnicourt-sur-Canche im Nordosten, Berlencourt-le-Cauroy im Osten, Beaudricourt im Süden, Ivergny im Südwesten, Rebreuviette im Westen sowie Houvin-Houvigneul im Nordwesten.

## Bevölkerungsentwicklung
| Jahr                       | 1962 | 1968 | 1975 | 1982 | 1990 | 1999 | 2006 | 2015 | 2022 |
| -------------------------- | ---- | ---- | ---- | ---- | ---- | ---- | ---- | ---- | ---- |
| Einwohner                  | 236  | 235  | 206  | 183  | 168  | 184  | 154  | 170  | 218  |
| Quellen: Cassini und INSEE |      |      |      |      |      |      |      |      |      |

## Sehenswürdigkeiten
- Kirche Saint-Martin

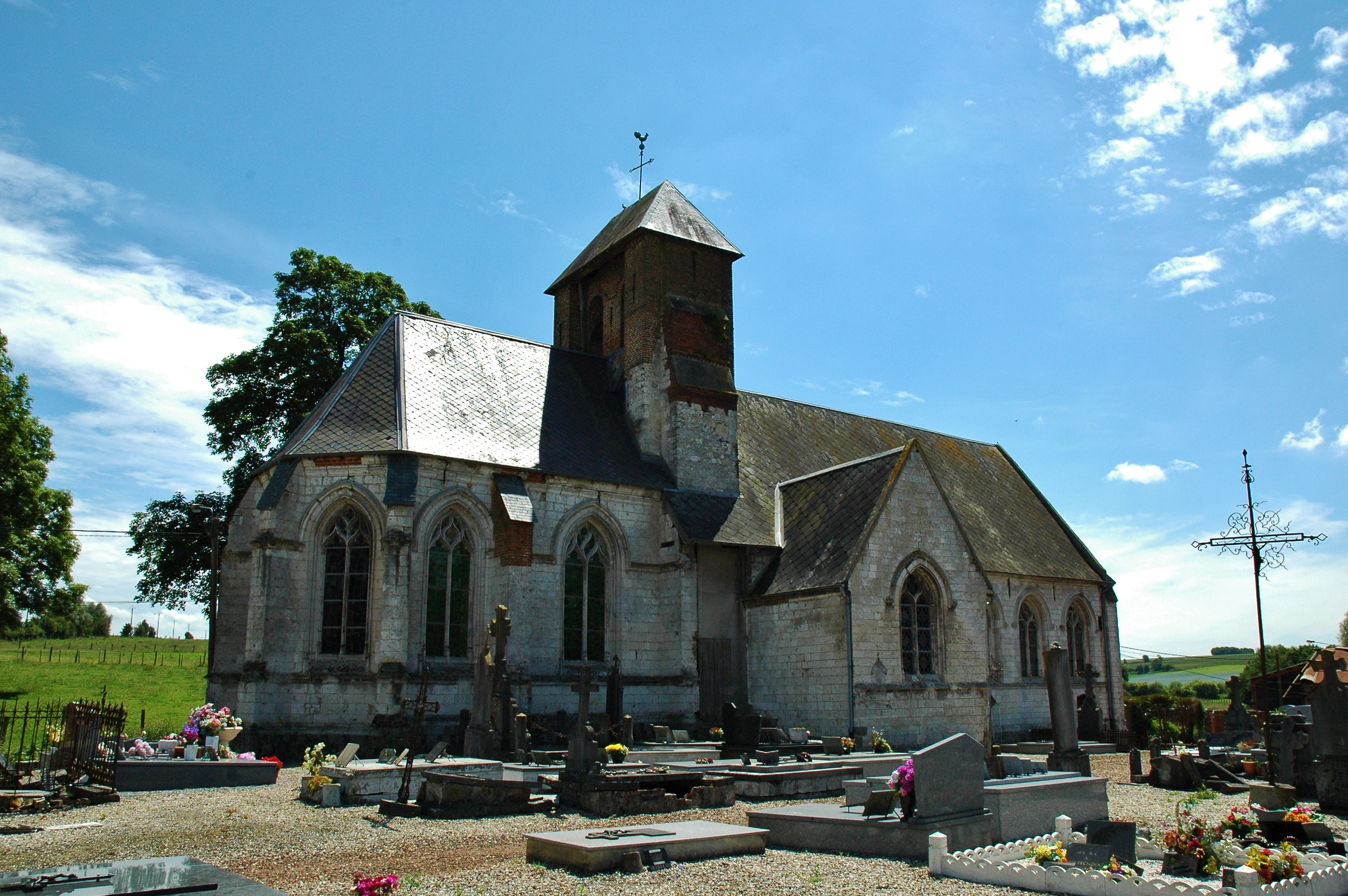
Kirche Saint-Martin in Estrée
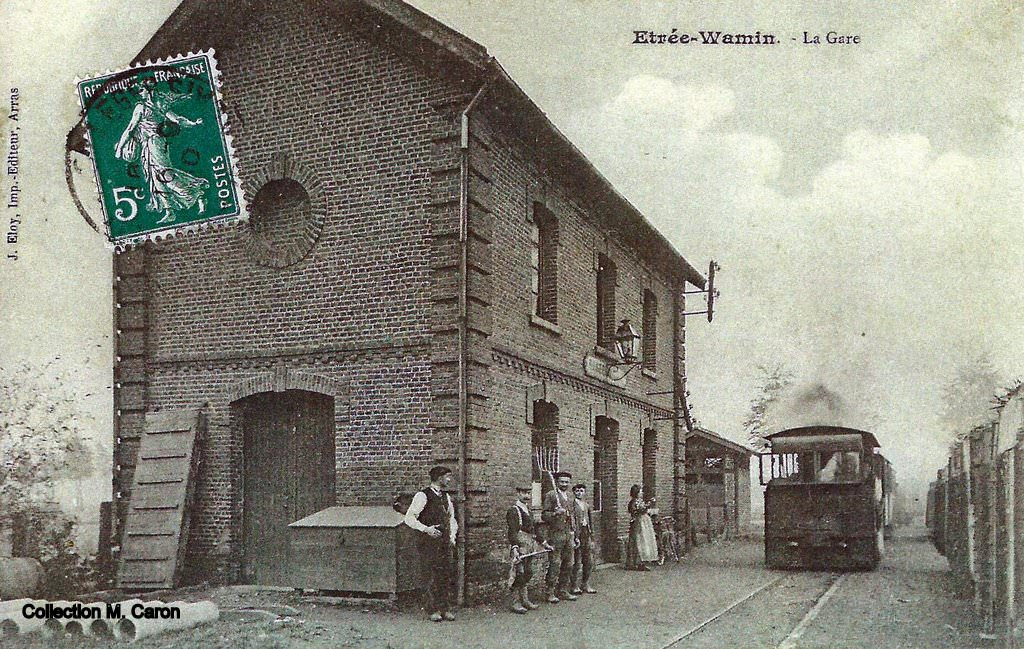
Bahnhof auf einer alten Postkarte